# Milananguilla lehmani
Milananguilla lehmani è un pesce osseo estinto, appartenente agli anguilliformi. Visse nell’Eocene medio (circa 50 – 48 milioni di anni fa) e i suoi resti fossili sono stati ritrovati in Italia, nel giacimento di Monte Bolca.

## Descrizione
Questo pesce era dotato di un corpo estremamente sottile e snello, simile a quello di un’anguilla attuale. Era di piccole dimensioni, e solitamente non superava la lunghezza di 15 centimetri. La testa era stretta, con un muso appuntito e occhi piccoli. Le pinne dorsale e anale erano basse ed estremamente allungate, ed entrambe confluivano nella pinna caudale, altrettanto bassa; la parte finale del corpo era appuntita.

## Classificazione
Descritto per la prima volta nel 1978 da Blot, Milananguilla lehmani è noto per alcuni resti fossili molto ben conservati ritrovati nella famosa Pesciara di Bolca, in provincia di Verona. Milananguilla è l’unico rappresentante noto della famiglia Milananguillidae, che insieme ad altri taxa di anguilliformi eocenici fa parte di una radiazione evolutiva di anguilliformi basali estintesi senza lasciare discendenti. 

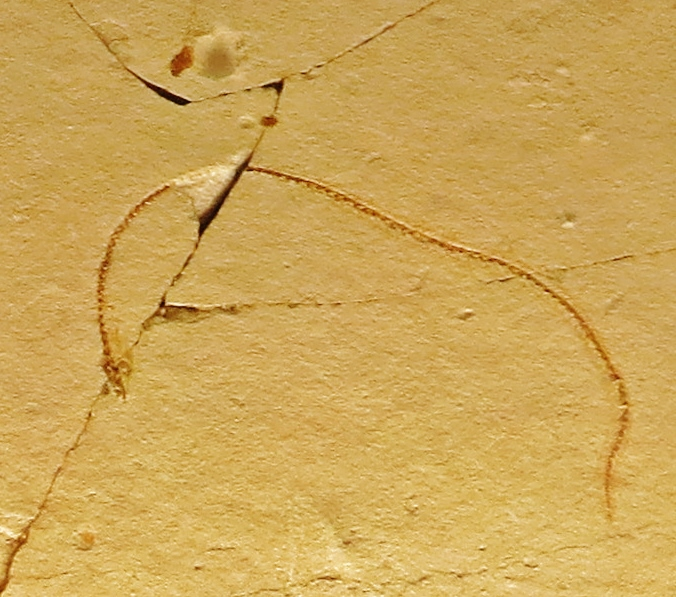
Fossile di Milananguilla lehmani

La famiglia degli Ophichthidae, della quale erano presenti alcuni rappresentanti nei terreni eocenici di Bolca (ad esempio Goslinophis acuticaudus), è solo superficialmente simile a Milananguilla ma probabilmente non strettamente imparentata.

## Paleobiologia
Milananguilla doveva essere un piccolo predatore che si nutriva di crostacei, vermi e altri piccoli animali che venivano catturati nelle lagune tropicali eoceniche.